# Gefährliche Abenteuer
Gefährliche Abenteuer (Originaltitel: Africa, Texas Style) ist ein britisch-US-amerikanischer Abenteuerfilm von Andrew Marton, den der Tierfilmproduzent Ivan Tors co-produzierte.

## Handlung
Der amerikanische Cowboy-Champion Jim Sinclair wird nebst seinem indianischen Helfer John Henry von einem afrikanischen Ranchbesitzer für drei Monate verpflichtet. Der ehemalige englische Offizier will den Versuch unternehmen, afrikanisches Wild zu züchten, um einer in der Zukunft drohenden Hungersnot zu begegnen. Seine weißen Rancherkollegen – vor allem sein Nachbar – versuchen, dieses Vorhaben zu verhindern.
Jim und John fangen unter schwierigen Umständen die verschiedensten Wildarten mit dem Lasso ein und können, dank einer weißen Arzthelferin, auch einige Männer vom Stamm der Massais zu Freunden gewinnen. Am letzten Tag vor der Abreise lässt der böse Nachbar alle Tiere aus den Gehegen, sodass der Regierungsbeauftragte keine Tiere vorfindet, um über Erfolg oder Misserfolg nach Nairobi zu berichten. Aber im Laufe des Tages kommen die Wildtiere wieder an die Futterstellen in den Gattern zurück. Jim schließt seine Helferin in die Arme und bleibt in Afrika; denn eine mehrfache Aufgabe wartet auf ihn, würdig des Pioniergeistes seiner Vorfahren.

## Kritiken
„Als Unterhaltungsfilm trotz einiger Sentimentalitäten interessant“

„Interessanter Unterhaltungs- und Belehrungsfilm für Alt und Jung. Sehenswert.“

## Trivia
- Der Film führte zur TV-Serie „Cowboy in Africa“ mit Chuck Connors und Nardini; gedreht wurde in Kenia.